# John Myhre
John Myhre, né en 1959, est un chef décorateur et directeur artistique américain.

## Biographie
Il travaille dans les décors pour le cinéma depuis la fin des années 1980 et a remporté à deux reprises l'Oscar des meilleurs décors, en 2003 pour Chicago et en 2006 pour Mémoires d'une geisha.

## Filmographie

### Chef décorateur
- 1989 : Puppet Master, de David Schmoeller
- 1993 : Airborne de Rob S. Bowman
- 1996 : Foxfire, d'Annette Haywood-Carter
- 1997 : Anna Karénine, de Bernard Rose
- 1997 : Lawn Dogs, de John Duigan
- 1998 : Elizabeth, de Shekhar Kapur
- 2000 : X-Men, de Bryan Singer
- 2001 : Ali, de Michael Mann
- 2002 : Chicago, de Rob Marshall
- 2003 : Le Manoir hanté et les 999 Fantômes, de Rob Minkoff
- 2005 : Mémoires d'une geisha, de Rob Marshall
- 2006 : Dreamgirls, de Bill Condon
- 2008 : Wanted : Choisis ton destin, de Timur Bekmambetov
- 2009 : Nine, de Rob Marshall
- 2011 : Pirates des Caraïbes : La Fontaine de jouvence, de Rob Marshall
- 2014 : X-Men: Days of Future Past, de Bryan Singer
- 2016 : La Grande Muraille (The Great Wall, 長城) de Zhang Yimou
- 2018 : Le Retour de Mary Poppins (Mary Poppins Returns) de Rob Marshall
- 2019 : La Belle et le Clochard (Lady and the Tramp) de Charlie Bean

### Directeur artistique
- 1987 : Russkies, de Rick Rosenthal
- 1989 : Deadly Weapon, de Michael Miner
- 1989 : Vengeance aveugle, de Phillip Noyce
- 1993 : Gilbert Grape, de Lasse Hallström
- 1994 : Ludwig van B., de Bernard Rose